# Alna (Maine)
Alna – miasto w Stanach Zjednoczonych, w stanie Maine, w hrabstwie Lincoln.